# Colima (municipi)
Colima és un municipi a l'estat de Colima amb capital a la població homònima de Colima. Aquest és el principal centre de població d'aquesta municipalitat. Aquest municipi és a la part sud de l'estat de Colima. Limita al nord amb els municipis de Comala, al sud amb Tecomán, a l'oest amb Riva Palacio i a l'est amb Cuencamé.